# 仁賀保誠胤
仁賀保 誠胤 (にかほ しげたね)は、江戸時代中期の旗本。

## 経歴
桑山孝晴の次男として生まれ、仁賀保政春の末期養子となる。享保14年（1729年）8月3日、養父の遺跡を継ぐ。享保19年（1734年）11月9日、21歳で死去。

## 系譜

### 父母
- 実父：桑山孝晴
- 実母：石河政郷の娘
- 養父：仁賀保政春
- 養子：仁賀保誠陳（河野通喬の次男）